# Веєгора
Веєгора (рос. Веегора) — присілок в Пінезькому районі Архангельської області Російської Федерації.
Населення становить 147 осіб. Входить до складу муніципального утворення Пиринемське муніципальне утворення.

## Історія
Від 1937 року належить до Архангельської області.
Орган місцевого самоврядування від 2004 року — Пиринемське муніципальне утворення.

## Населення
| 2002 | 2010 | 2012 |
| ---- | ---- | ---- |
| 154  | ↘116 | ↗147 |